# 캐릭 백작
캐릭 백작(Mormaer of Carrick, Earl of Carrick)은 본래 스코틀랜드 남서부 캐릭(게일어 발음으로는 하레크, 오늘날의 사우스에어셔)의 지배자 작위였고 나중에는 영국 귀족 체계에 편입되었다.
모계로부터 백작위를 계승받은 캐릭 백작 로버트 브루스가 14세기 초 스코틀랜드의 국왕으로 즉위하면서 캐릭 백작위는 스코틀랜드 왕위와 매우 밀접해졌고, 15세기 이래로 왕위 계승자가 캐릭 백작위를 자동으로 겸하게 되었다. 즉 잉글랜드 국왕이 스코틀랜드 국왕을 겸하고 있는 오늘날에는 잉글랜드 왕위계승자 웨일스 공이 곧 캐릭 백작이기도 하다. 현재 캐릭 백작은 윌리엄이다.

## 같이 보기
- 콘월 공국